# 1973年7月15日月食
1973年7月15日月食为一次在协调世界时1973年7月15日出現的半影月食。該次月食半影食分為0.130、全影食分為-0.954。

## 概述
這次月食的食分是19.62。

## 基本參數
- 類型：半影月食
- 食甚資料：
  - 日期：1973年7月15日
  - 時間：11:39
  - 月球位置：赤經19.62度、赤緯-20.2度
  - 食分：半影食分：0.130、全影食分：-0.954

## 外部連結
- NASA月食專頁（页面存档备份，存于）（英文）